# Mantallot
Mantallot est une commune française située dans le département des Côtes-d'Armor en région Bretagne.

## Géographie
Mantallot, toute petite commune bretonne, est située au nord-ouest du département des Côtes-d'Armor, à 15 / 25 km des plages de Trestel (Trévou-Tréguignec), de Plougrescant, du port de Paimpol et l'Ile de Bréhat... de la Côte de Granit Rose (Perros-Guirec, Ploumanac'h), de Trégastel, Pleumeur-Bodou (Landrellec & l'Ile Grande) et Trébeurden.
Entourée des communes de Berhet, Langoat et Quemperven, Mantallot est située à 15 km au sud-est de Lannion, la plus grande ville des environs.
A une altitude de 75 mètres, la rivière Le Jaudy est le principal cours d'eau qui borde Mantallot à l'est.
La commune s'étend sur 2,76 km² (276 ha) et compte 180 habitants au dernier recensement de la population (170 en 2004).
Aujourd'hui, avec plus de 200 habitants, la densité de la population atteint pratiquement 75 habitants au km².
Les habitants sont des Mantallotois et des Mantallotoises.
| Langoat | Langoat   | Langoat        |
|         | Mantallot | La Roche-Jaudy |
| Berhet  | Prat      |                |

### Hydrographie
Pour un article plus général, voir Réseau hydrographique des Côtes-d'Armor.
La commune est située dans le bassin Loire-Bretagne. Elle est drainée par le Jaudy,.
Le Jaudy, d'une longueur de 48 km, prend sa source dans la commune de Tréglamus et se jette  dans la Manche en limite de Plouguiel et de Kerbors, après avoir traversé 13 communes.  Les caractéristiques hydrologiques du Jaudy sont données par la station hydrologique située sur la commune. Le débit moyen mensuel est de 1,8 m3/s. Le débit moyen journalier maximum est de 48,1 m3/s, atteint lors de la crue du 26 janvier 1995. Le débit instantané maximal est quant à lui de 73,2 m3/s, atteint le 28 décembre 1999.

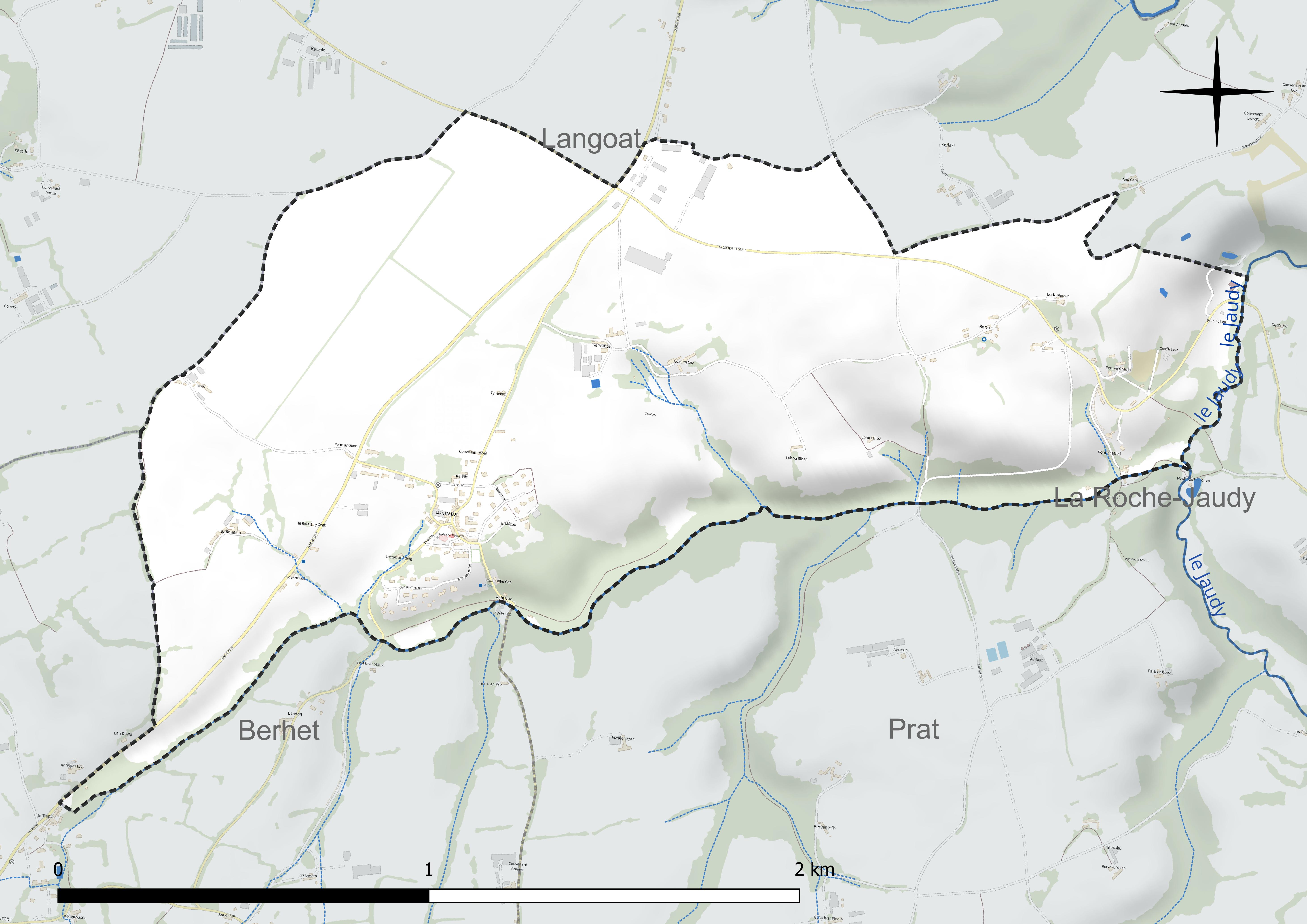
Réseau hydrographique de Mantallot.

### Climat
Pour des articles plus généraux, voir Climat de la Bretagne et Climat des Côtes-d'Armor.
En 2010, le climat de la commune est de type climat océanique franc, selon une étude du CNRS s'appuyant sur une série de données couvrant la période 1971-2000. En 2020, Météo-France publie une typologie des climats de la France métropolitaine dans laquelle la commune est exposée à un climat océanique et est dans la région climatique Finistère nord, caractérisée par une pluviométrie élevée, des températures douces en hiver (6 °C), fraîches en été et des vents forts. Parallèlement l'observatoire de l'environnement en Bretagne publie en 2020 un zonage climatique de la région Bretagne, s'appuyant sur des données de Météo-France de 2009. La commune est, selon ce zonage, dans la zone « Intérieur », exposée à un climat médian, à dominante océanique.
Pour la période 1971-2000, la température annuelle moyenne est de 11,2 °C, avec une amplitude thermique annuelle de 10,4 °C. Le cumul annuel moyen de précipitations est de 877 mm, avec 14,5 jours de précipitations en janvier et 7,8 jours en juillet. Pour la période 1991-2020, la température moyenne annuelle observée sur la station météorologique la plus proche, située sur la commune de La Roche-Jaudy à 5 km à vol d'oiseau, est de 11,8 °C et le cumul annuel moyen de précipitations est de 887,1 mm,. Pour l'avenir, les paramètres climatiques de la commune estimés pour 2050 selon différents scénarios d'émission de gaz à effet de serre sont consultables sur un site dédié publié par Météo-France en novembre 2022.

## Urbanisme

### Typologie
Au 1er janvier 2024, Mantallot est catégorisée commune rurale à habitat dispersé, selon la nouvelle grille communale de densité à 7 niveaux définie par l'Insee en 2022.
Elle est située hors unité urbaine. Par ailleurs la commune fait partie de l'aire d'attraction de Lannion, dont elle est une commune de la couronne,. Cette aire, qui regroupe 40 communes, est catégorisée dans les aires de 50 000 à moins de 200 000 habitants,.

### Occupation des sols
L'occupation des sols de la commune, telle qu'elle ressort de la base de données européenne d’occupation biophysique des sols Corine Land Cover (CLC), est marquée par l'importance des territoires agricoles (93,3 % en 2018), une proportion sensiblement équivalente à celle de 1990 (93,4 %). La répartition détaillée en 2018 est la suivante :
terres arables (58,6 %), zones agricoles hétérogènes (34,7 %), forêts (6,6 %), zones urbanisées (0,1 %). L'évolution de l’occupation des sols de la commune et de ses infrastructures peut être observée sur les différentes représentations cartographiques du territoire : la carte de Cassini (XVIIIe siècle), la carte d'état-major (1820-1866) et les cartes ou photos aériennes de l'IGN pour la période actuelle (1950 à aujourd'hui).

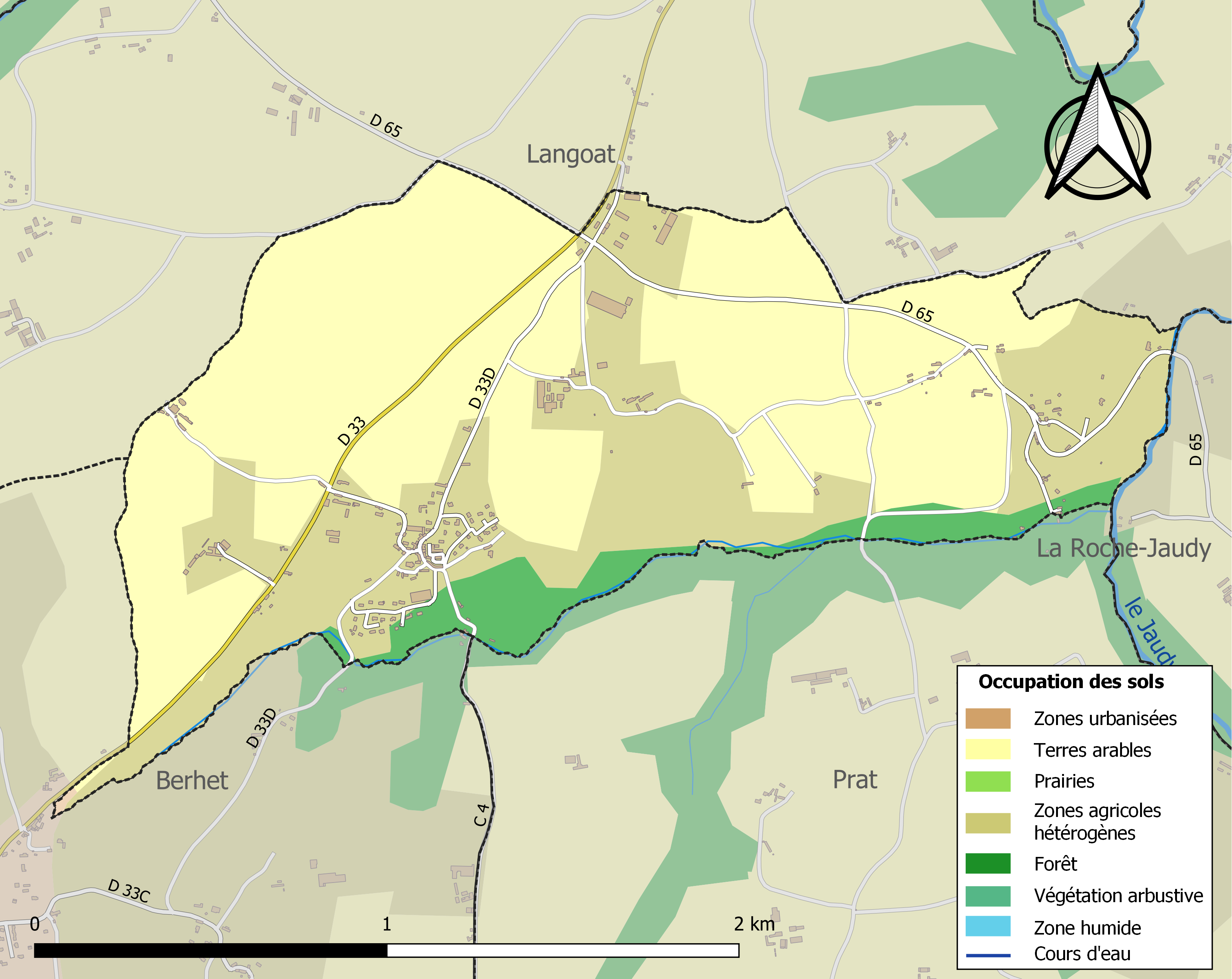
Carte des infrastructures et de l'occupation des sols de la commune en 2018 (CLC).

## Toponymie
Le nom de la localité est attesté sous les formes Montaloer et Montaloet en 1330, Menthalloet à la fin du XIVe siècle, Mentalloet en 1444 et en 1461, Mentalhoet en 1468, Mantalhoet en 1473, Mantallot en 1486.
Mantallot doit l'origine de son nom du gaulois mantalo (chemin).

## Histoire

### LeXXesiècle

#### Les guerres duXXesiècle
Le monument aux Morts porte les noms de 14 soldats morts pour la Patrie :
- 12 sont morts durant la Première Guerre mondiale.
- 1 est mort durant la Seconde Guerre mondiale.
- 1 est mort durant la Guerre d'Algérie.

La commune est l'une des dernières des Côtes-d'Armor à avoir rejoint un établissement public de coopération intercommunale en n'adhérant que le 1er janvier 2014 à la Communauté de communes du Centre Trégor.

## Politique et administration

### Liste des maires
| Période                                  | Période                   | Identité               | Étiquette | Qualité                                                       |
| ---------------------------------------- | ------------------------- | ---------------------- | --------- | ------------------------------------------------------------- |
| Les données manquantes sont à compléter. |                           |                        |           |                                                               |
| ?                                        | mai 1953                  | Pierre André           |           | Cultivateur, maire honoraire Chevalier de la Légion d'honneur |
| mai 1953                                 | mars 1959                 | Marcel Le Corre        |           |                                                               |
| mars 1959                                | mai 1965 (décès)          | François Le Pennec     |           | Retraité                                                      |
| juin 1965                                | mars 1977                 | Yves André (1915-2011) |           | Cultivateur, ancien adjoint au maire                          |
| mars 1977                                | En cours (au 26 mai 2020) | Jean Droumaguet        | DVG       | Entrepreneur agricole, ancien professeur de mathématiques     |

## Démographie
L'évolution du nombre d'habitants est connue à travers les recensements de la population effectués dans la commune depuis 1793. Pour les communes de moins de 10 000 habitants, une enquête de recensement portant sur toute la population est réalisée tous les cinq ans, les populations de référence des années intermédiaires étant quant à elles estimées par interpolation ou extrapolation. Pour la commune, le premier recensement exhaustif entrant dans le cadre du nouveau dispositif a été réalisé en 2004.

En 2022, la commune comptait 234 habitants, en évolution de +3,08 % par rapport à 2016 (Côtes-d'Armor : +1,78 %, France hors Mayotte : +2,11 %).
| 1793 | 1800 | 1806 | 1821 | 1831 | 1836 | 1841 | 1846 | 1851 |
| ---- | ---- | ---- | ---- | ---- | ---- | ---- | ---- | ---- |
| 308  | 246  | 322  | 365  | 362  | 377  | 363  | 402  | 384  |

| 1856 | 1861 | 1866 | 1872 | 1876 | 1881 | 1886 | 1891 | 1896 |
| ---- | ---- | ---- | ---- | ---- | ---- | ---- | ---- | ---- |
| 344  | 349  | 349  | 348  | 320  | 291  | 309  | 330  | 321  |

| 1901 | 1906 | 1911 | 1921 | 1926 | 1931 | 1936 | 1946 | 1954 |
| ---- | ---- | ---- | ---- | ---- | ---- | ---- | ---- | ---- |
| 323  | 314  | 308  | 252  | 234  | 239  | 235  | 242  | 180  |

| 1962 | 1968 | 1975 | 1982 | 1990 | 1999 | 2004 | 2006 | 2009 |
| ---- | ---- | ---- | ---- | ---- | ---- | ---- | ---- | ---- |
| 175  | 148  | 144  | 132  | 163  | 171  | 169  | 165  | 197  |

| 2014 | 2019 | 2022 | - | - | - | - | - | - |
| ---- | ---- | ---- | - | - | - | - | - | - |
| 228  | 237  | 234  | - | - | - | - | - | - |

## Culture locale et patrimoine

### Lieux et monuments
- Église Saint-Mérin, au bourg, complètement restaurée en 2007.
- Chapelle de Berthu.
- De nombreuses croix restaurées également.

### Personnalités liées à la commune
Guillaume Le Gorrec (1764-1812), député des Côtes-du-Nord au Conseil des Cinq-Cents, né à Mantallot.